# Alex Randolph
Alex Randolph (4. května 1922 – 27. března 2004 Benátky) byl americký tvůrce stolních her.
Alex Randolph se narodil v Arizoně. Od své rakouské chůvy se naučil německy, během studií na švýcarské internátní škole si osvojil také francouzštinu, italštinu a španělštinu. Sedm let strávil v Japonsku. Natrvalo se usadil v Benátkách, kde také zemřel.
Za svůj život vymyslel více než 100 her. První vydaná hra byla v roce 1962 Pankai, v roce 1982 získala jeho hra Sagaland prestižní ocenění Spiel des Jahres.